# Simeon Jackson
Simeon Alexander Jackson (Kingston, 1º giugno 1987) è un ex calciatore canadese, di ruolo attaccante.